# Prilep (distrikt)
Prilep (bulgariska: Прилеп) är ett distrikt i Bulgarien.   Det ligger i kommunen Obsjtina Sungurlare och regionen Burgas, i den östra delen av landet, 290 km öster om huvudstaden Sofia.
Trakten runt Prilep består till största delen av jordbruksmark. Runt Prilep är det ganska glesbefolkat, med 34 invånare per kvadratkilometer.